# Sudo Hideyuki
Hideyuki Sudo (sinh ngày 5 tháng 4 năm 1974) là một cầu thủ bóng đá người Nhật Bản.

## Sự nghiệp câu lạc bộ
Hideyuki Sudo đã từng chơi cho JEF United Ichihara.